# Európa-érem
Európa-érem 2000-ben alapított magyar újságíródíj.

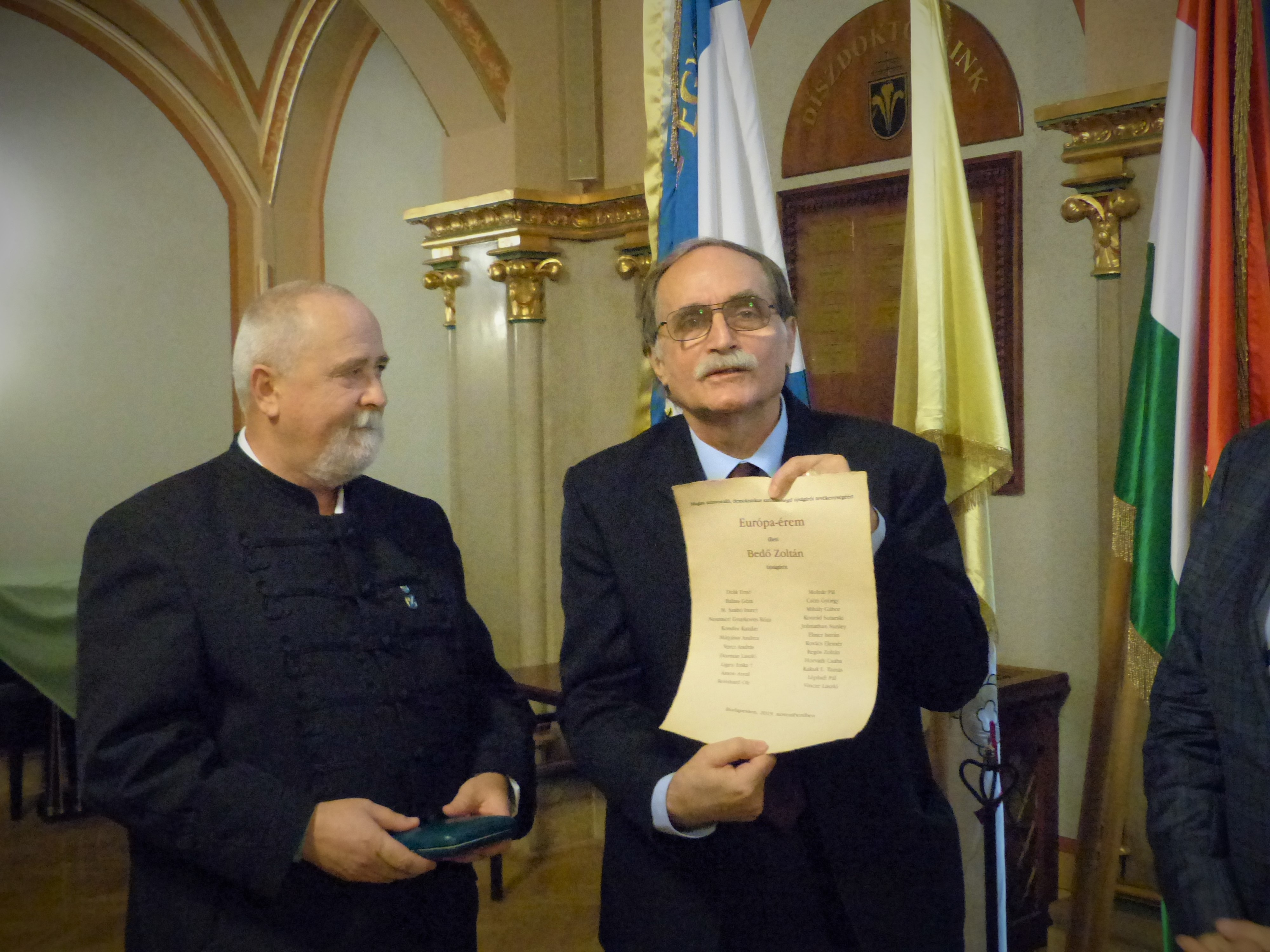
Az Európa-érem átadása 2019-ben

## Alapítás
Molnár Pál kezdeményezésére alapította az 1995 óta működő, Magyar Média Műhely (MMM), 2002 óta Szabadelvű Médiaműhely(SZEMM) elnevezésű, újságírókból álló szerveződés.
Minden évben európai szellemiségű médiakonferencián adják át, Budapesten; 2014-ben Bécsben. 2017 óta a Balassi Kard Művészeti Alapítvány szervezi a díjátadásokat. 

## A díj jelképe
- Bronzérem, mely Ligeti Erika alkotása.
- Oklevél, amelyen a díjazott mellett az odaítélők és a korábbi kitüntetettek neve is szerepel.

## Díjazottak
- 2000 Szaniszló Ferenc újságíró és Jonathan Sunley újságíró Egyesült Királyság (Nagy-Britanniába való hazatérése alkalmából, érdemeit soron kívül elismerve)
- 2001 Balázs Géza nyelvművelő közíró, nyelvész
- 2002 A Hitel: szerkesztősége, átvette Csoóri Sándor főszerkesztő
- 2003 Kondor Katalin újságíró
- 2004 M. Szabó Imre újságíró
- 2005 Fricz Tamás közíró
- 2006 Léphaft Pál karikaturista
- 2007 Vercz András operatőr
- 2008 Deák Ernő, a Bécsi Napló főszerkesztője
- 2009 Neszméri Gyurkovits Róza pozsonyi újságíró
- 2010 Kovács Elemér beregszászi újságíró
- 2011 Grzegorz Górny(wd) varsói újságíró, Lengyelország
- 2012 Oplatka András zürichi újságíró, Svájc
- 2013 Ivo Kujundžić zágrábi újságíró, Horvátország
- 2014 Reinhard Olt(wd) bécsi újságíró, Ausztria
- 2015 Simon János közíró, politológus[1]
- 2016 Elmer István újságíró
- 2017 Konrad Sutarski újságíró
- 2018 Bata János újságíró
- 2019 Bedő Zoltán újságíró
- 2020 Kövesdi Károly újságíró
- 2021 Varga Béla újságíró
- 2022 Magyaródy Szabolcs újságíró, szerkesztő, Kanada
- 2023 Farkas Anita újságíró
- 2024 Gebauer Szabolcs újságíró

## Külső hivatkozás
- A díj honlapja
- Archiválva 2013. december 2-i dátummal a Wayback Machine-ben
- [ halott link]]
- A bécsi díjátadás
- Grzegorz Górny nyilatkozata
- Az Európa-érem a Gondolában Archiválva 2015. december 10-i dátummal a Wayback Machine-ben
- Az Európa-érem a Présház Hírportálon
- Elmer Istváné az idei Európa-érem Archiválva 2016. október 8-i dátummal a Wayback Machine-ben
- Konrad Sutarski kapta az idei Európa-érmet
- Bata Jánost Európa-éremmel tüntették ki
- Székelyföldi publicista kapta idén az Európa-érmet
- Európa-érem 2020 - Kövesdi Károly Archiválva 2021. január 16-i dátummal a Wayback Machine-ben
- Nemzetközi újságíródíjat kapott vezető szerkesztőnk
- Átadták az Európaérem újságíródíjat 2021-ben
- Varga Béla Európa-érmet kapott
- Gebauer Szabolcs a Naphegy téri központban vette át az Európa-érmet